# LaSadie's
La: Sadie's — було створено у 1995-му році Кьо, який, як і три інших учасники цієї групи, тепер відомі всьому світу як Dir en Grey.

## Історія гурту
Ця молода visual kei інді група випустила багато демо-записів всього лише протягом півтора року свого існування, хоча і не можна сказати, що у них був чітко виражений власний стиль. Але це й не говорить про те, що вони не знали, що і як їм робити. На творчість групи вплинуло безліч музикантів, зокрема Kuroyume, оскільки Kyo був шанувальником «Kiyoharu».
Ідея створення «La: Sadie's» належала Kyo, вокалісту майбутньої групи, який до цього працював у команді технічного персоналу таких груп, як Kuroyume і Albatross. Попрацювавши в декількох групах в Кіото, він вирішив переїхати в Осаку, сподіваючись, що йому нарешті посміхнеться удача.
До нього приєднався його друг «Shinya» (колишній барабанщик в «Siva і Ruby») і басист «Kisaki» (екс LAYBIAL, SHEY≠DE, Stella Maria та інших, а також тимчасовий музикант в Ruby). Разом з «#4» і «seine» з «Stella Maria» вони створили команду «Haijin Kurobara Zoku». Ця група в основному копіювала інших і робила кавери пісень D'erlanger, Luna Sea і, звичайно ж, «Kuroyume».
Через деякий час «#4» і «seine» покинули групу, а трійця, що лишилася, створила абсолютно новий гурт — «La: Sadie's». Вони почали шукати нових музикантів. «Kisaki» запросив «Shio», з яким вони грали в «SHEY≠DE». Трохи пізніше вони знайшли ще одного гітариста, «Die». Заради участі в «La: Sadie's» він кинув свою групу «ka.za.ri». Проте десь на початку 1996-го року. «Shio» вирішив піти, і його замінив Kaoru (екс «CHARM»).
Тепер уже з повним складом «La: Sadie's» нарешті почали записувати матеріал. Незабаром після появи Kaoru група випустила першу демо-касету під назвою «Kakuu to Genjitsu…» з тиражем в 300 копій.
Вони взяли участь у численних збірних концертах і міні-турах, і в основному демо купували їх найвідданіші шанувальники. Усі дев'ять записів (хоча у деяких були лише обкладинки різного кольору, а треки ті ж) були розпродані протягом року, і зараз їх іноді можна купити на різних Інтернет сайтах. «La: Sadie's» взяли участь в маленькому турі в Нагано з групою D + L і швидко з ними потоваришували. Також вони випустили сингл «objexxx», який продавали на своєму сольному концерті «Nishikujou BRAND NEW».
Коли начебто все почало налагоджуватися, в групі виникли розбіжності між учасниками. Kisaki хотів більшого контролю над групою, і, ймовірно, він хотів, щоб «La: Sadie's» залишалися інді-гуртом, але інші, навпаки, готові були стати мейджерами. Вони так і не змогли домовитися, і в результаті Kisaki пішов з групи на початку 1997 році. Група не розпалася, на місце пішов запрошено Toshiya, басиста D + L (який до того моменту вже грав в GOSICK).
Тоді Kaoru став лідером групи, вони зіграли кілька концертів в Нагано під назвою «DEATHMASK» (можливо, ця назва з'явилася завдяки любові Kyo до Kuroyume), а 2 лютого вони офіційно стали Dir en Grey, тепер відомими у всьому світі.
«Shio» після виходу з «La: Sadie's» був учасником Snow, Remage, SLEDGE і HISKAREA, але зараз, схоже, ніде не грає. Kisaki не витрачав час даремно і відкрив інді лейбл Matina, грав у декількох проектах: Mirage, Syndrome і Kisaki Project, вокалістом якої був «Jui» з Vidoll. Зараз він у групі Phantasmagoria і керує новим інді лейблом під назвою UNDER CODE PRODUCTION.

## Дискографія
Сингли
| Назва      | Дата релізу |
| ---------- | ----------- |
| «objexxx»  | 1996.12.20  |
| «Lu: Ciel» | 1997.02.14  |

Демо
| Назва                                                     | Дата релізу |
| --------------------------------------------------------- | ----------- |
| 架空ト現実… (Kakuu to Genjitsu…)                          | 1996.03.01  |
| 生命ノ罪… (Seimei no Tsumi…)                              | 1996.04.15  |
| 還ラザル記憶… (Kaerazaru Kioku…)                          | 1996.04.15  |
| 腐乱ユエニ… (Furan Yue ni)                                | 1996.05.10  |
| 十字架ニ捧ゲル夢… (緑) (Juujika ni Sasageru Yume… Midori) | 1996.08.10  |
| 十字架ニ捧ゲル夢… (青) (Juujika ni Sasageru Yume… Ao)     | 1996.08.10  |
| 十字架ニ捧ゲル夢… (赤) (Juujika ni Sasageru Yume… Aka)    | 1996.08.10  |
| 生命ノ罪… (Seimei no Tsumi…)                              | 1996.08.29  |
| 呪ワレタ楽園ノ影… (Norowareta Rakuen no Kage…)            | 1996.10.21  |

Омнібус альбоми
| Назва                                 | Дата релізу |
| ------------------------------------- | ----------- |
| DEAD ONE 2周年記念～オムニバス･デモ～ | 1996.08.02  |